# 一関市立室根西小学校
一関市立室根西小学校（いちのせきしりつ むろねにししょうがっこう）は、岩手県一関市室根町にあった公立小学校。略称は西小（にししょう）。

## 概要
統合基本計画により2009年に開校し、児童数の減少により2022年をもって閉校した小学校である。校名に「室根西」を冠していたのは、この地域が室根町の西部に位置していたことが由来し、学校づくり委員会での検討を経て一関市教育委員会によって決定した。
校歌や校章は、当校と同時に開校した室根東小学校と同様のものとなっており、校章に関しては下部のイニシャルが「NISHI」と表記され差別化が図られた。

## 沿革
室根地域の各校において、少子化や過疎化などにより在籍児童数が減少傾向であった状況を踏まえ、各地区で「小学校の適正規模のあり方に関する懇談会」を開催したのが開校に至る発端となった。その後2007年に室根地域小学校統合基本計画を策定し、翌年に室根地域西部に位置していた上折壁・釘子・津谷川の3小学校を統合することが決まり、2009年に上折壁小学校の施設一帯を流用して開校した。統合直前（2008年度）の被統合校の児童数は、上折壁小学校は60人、釘子小学校は39人、津谷川小学校に至っては29人であり、すべての学級が複式だった。
2022年4月、当校と室根東小学校が統合され一関市立室根小学校となる。ただし建設用地の地盤改良工事が遅れ、新校舎の着工がずれ込み、新校舎完成は開校に間に合わず当初は2022年4月25日に竣工予定だった新校舎・屋内運動場等建設工事の工期を6月末まで延長し、新校舎の使用開始時期は2学期からになった。そのため、当面は旧室根東小学校を仮校舎として使用していたが、2学期からは正式に室根中学校の校庭西側に完成した新校舎へ移転した。

### 年表
- 2009年（平成21年）4月1日 - 一関市立室根西小学校として開校[7]。
- 2010年（平成22年）8月10日 - 女子ソフトボール少年団が県大会にて第3位に入賞。全日本大会に出場するも、2回戦敗退[8]。
- 2011年（平成23年）
  - 3月11日 - 東北地方太平洋沖地震により校舎が被災（被害総額：8万4千円）[9]。3月13日まで休校[8]。
  - 8月27日 - 第27回全国小学生陸上競技交流大会の6年女子ソフトボール投げにて第19位に入賞。54.94mを記録し、市児童顕彰・記録賞・栄光賞を受賞[8]。
- 2012年（平成24年）4月1日 - 県教育委員会より、いわての復興教育推進校に指定（一関市内では当校のみ）[8]。
- 2014年（平成26年）4月1日 - 一関市より、ことばの力を育てる研究指定校事業に指定（2015年度まで）[8]。
- 2018年（平成30年）1月27日 - 水生生物調査が水環境・水資源功労者として表彰[8]。
- 2020年（令和2年）12月22日 - 水・土壌環境保全功労者として表彰[8]。
- 2022年（令和4年）
  - 3月20日 - 閉校式を挙行[2]。
  - 3月31日 - 一関市立室根小学校（一関市室根町矢越）への統合に伴い、閉校[2]。

## 学校目標

### 教育目標
- 考える子
- 明るい子
- 強い子

### 特色ある教育活動
- 学級経営の充実
- 学習指導の充実
- 心の教育の充実
- 生徒指導の充実
- 復興教育の充実

出典：

## 学校活動
主な学校行事を掲載。
1学期
- 4月 - 入学式、始業式、交通安全教室、家庭訪問
- 5月 - 運動会
- 6月 - 防犯教室、プール開き、青少年劇場、PTA救命講習会、校外学習
- 7月 - 個人面談、終業式
- 夏休み

2学期
- 8月 - 始業式、夏休み作品展、校内水泳記録会
- 9月 - 宿泊学習（5年生）、修学旅行（6年生）、一関地方陸上競技大会、校内ロードレース大会
- 10月 - 学習発表会、室根音楽会（3・4年生）
- 11月 - 鮭の学習（4年生）、小中交流会
- 12月 - CRT検査、PTA講演会、終業式
- 冬休み

3学期
- 1月 - 始業式、スケート教室
- 2月 - 未就学児一日入学、6年生を送る会
- 3月 - 修了式、卒業式
- 春休み

## 施設概要
主な施設を掲載。
- 校舎（2,044 m2[1]） - 鉄筋コンクリート造[10]。校舎の東部分は、2002年12月に竣工した鉄筋コンクリート造3階建ての構造となっており、内装には木材を多用して温もりを出していた[10]。一方の西部分は、1983年竣工の鉄筋コンクリート造2階建てで、図書室や家庭科室などの特別教室を配置していた[11]。
- 体育館（810 m2[1]） - 1993年竣工[11]。
- 校庭（6,359 m2[1]）
- プール - 1978年7月竣工[11]。県道を挟み、大川のそばに所在していた。

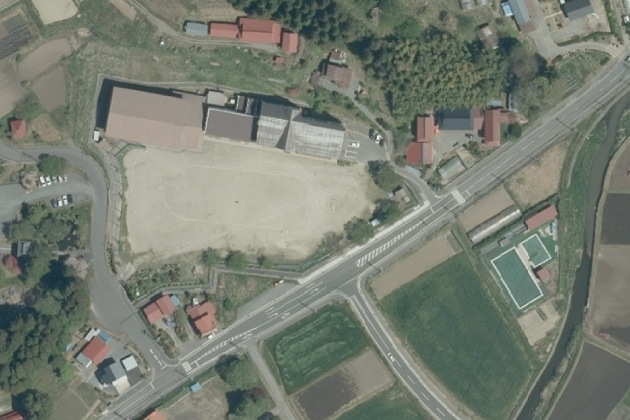
空中写真（2020年5月）

## 児童・学級数

### 統合直前（2008年度）の各校の児童・学級数
| 学校名       | 児童数 | 学級数 | 出典  |
| ------------ | ------ | ------ | ----- |
| 上折壁小学校 | 60     | 6      | [ 4 ] |
| 釘子小学校   | 39     | 4      | [ 4 ] |
| 津谷川小学校 | 29     | 3      | [ 4 ] |
| 合計         | 128    | 13     |       |

### 当校の児童・学級数
開校時から閉校時までの児童数と学級数の推移。
| 年度                                                  | 児童数 | 増減 | 学級数 | 増減 | 出典   | 備考               |
| ----------------------------------------------------- | ------ | ---- | ------ | ---- | ------ | ------------------ |
| 2009（平成21）年度                                    | 119(1) |      | 7(1)   |      | [ 12 ] | 開校               |
| 2010（平成22）年度                                    | 117(1) | －2  | 7(1)   | 0    | [ 13 ] |                    |
| 2011（平成23）年度                                    | 108(1) | －9  | 7(1)   | 0    | [ 14 ] |                    |
| 2012（平成24）年度                                    | 102(2) | －6  | 7(1)   | 0    | [ 15 ] |                    |
| 2013（平成25）年度                                    | 101(2) | －1  | 7(1)   | 0    | [ 15 ] |                    |
| 2014（平成26）年度                                    | 107(1) | 6    | 7(1)   | 0    | [ 15 ] |                    |
| 2015（平成27）年度                                    | 110(1) | 3    | 7(1)   | 0    | [ 15 ] |                    |
| 2016（平成28）年度                                    | 110(2) | 0    | 7(1)   | 0    | [ 15 ] |                    |
| 2017（平成29）年度                                    | 105(1) | －5  | 7(1)   | 0    | [ 15 ] |                    |
| 2018（平成30）年度                                    | 109    | 4    | 6      | －1  | [ 15 ] |                    |
| 2019（令和元）年度                                    | 102(1) | －7  | 7(1)   | 1    | [ 15 ] | 特別支援学級再設置 |
| 2020（令和2）年度                                     | 93(1)  | －9  | 7(1)   | 0    | [ 15 ] |                    |
| 2021（令和3）年度                                     | 88(1)  | －5  | 7(1)   | 0    | [ 15 ] | 閉校               |
| ※児童数・学級数内の括弧は特別支援児童・学級数（内数） |        |      |        |      |        |                    |

## 学区
- 一関市室根町
  - 矢越
  - 津谷川

出典：

## 進学先の中学校
- 一関市立室根中学校（室根町矢越）[16]

## アクセス
県道18号沿い、建高寺のそばに位置していた。

### 鉄道
- 矢越駅（JR東日本・大船渡線）から車で約3分、徒歩で約11分

### 自動車
- 国道284号・県道18号のT字路交差点（室根町矢越字高沢）から県道18号経由で約2分

## 周辺
- 建高寺
- 一関市立上折壁児童館（廃園）
- 大川